# أوسكار براونينغ
كان أوسكار براونينغ (17 يناير 1837 - 6 أكتوبر 1923) مربيًا ومؤرخًا وشخصية معروفة في كامبريدج خلال العصر الفيكتوري المتأخر والعصر الإدواردي. شغل منصب مدير كلية التدريب النهاري بكامبريدج لتدريب المعلمين النهارية بصفته مبتكرًا في تطوير التدريب المهني المبكر للمعلمين، منذ عام 1891 إلى عام 1909. كان أيضًا مؤلفًا غزير الإنتاج لكتب التاريخ الشعبي وغيرها.
وُلد براونينغ في عائلة غنية مُصنعة للخمور، وتلقى تعليمه في كلية إيتون، ثم في كلية الملك في كامبريدج. عاد إلى إيتون مدرسًا مساعدًا عقب تخرجه عام 1860. كان معارضًا صاخبًا ونشطًا للمناهج التقليدية وأساليب التدريس في المدرسة، وقدم تقنيات جديدة ومتطورة إلى الصف الدراسي، وحظي بتأييد عام من طلابه ولكن بخيبة أمل من جانب سلطات إيتون. أثار فصله من منصبه جدلًا عام 1875، ظاهريًا بسبب تجاهله المتكرر لقواعد المدرسة، ولكن السبب الكامن كان القلق الذي أثارته طريقة عيشه، وخاصة علاقاته القريبة والمحبة مع الأولاد تحت رعايته.
عاد براونينغ إلى كلية الملك، حيث استمر في نهجه الفردي في التدريس، وأثبت نفسه بسرعة كشخصية مرموقة في كامبريدج. كانت طرقه أكثر شعبية بكثير مع طلابه من زملائه. سعى سعيًا حثيثًا للتقدم الاجتماعي والترويج الذاتي، وملك زمام مجموعة واسعة من المعارف في العوالم الاجتماعية والسياسية، إذ خاض ثلاث دوريات برلمانية دون نجاح، ونشر عددًا من الكتب حول التاريخ الإنجليزي والأوروبي والعالمي. كما كتب في نظرية التعليم وأنتج سيرة ذاتية محترمة للكاتبة جورج إليوت. على الرغم من هذه الإنتاجية، لم ينجح في الحصول على الاعتراف الأكاديمي وتجاهلوا مرارًا أحقيته بالمناصب الأكاديمية العليا والشرف الأكاديمي. اعتُرف بعمله الرائد في تعليم المعلمين في ما بعد، خاصة من خلال قيادته لكلية التعليم النهاري بكامبريدج، لكونه عاملًا مؤثرًا في تطوير قسم التعليم الحالي في الجامعة.
انتقل براونينغ إلى روما بعد تقاعده عام 1909، وظل نشطًا ككاتب حتى وفاته عام 1923. كانت من بين أعماله المتأخرة مجموعتان من السير الذاتية وأعمال تاريخية أخرى، كتاريخ إيطاليا. مُنح رتبة الإمبراطورية البريطانية في نهاية حياته، بعد أن حُرم من الفروسية، تقديرًا لخدماته في مجال التعليم.

## حياته

### الطفولة
وُلد أوسكار براونينغ في 17 يناير 1837 في المنزل الرقم 8 برواق كامبرلاند تيراس الكائن بمنتزه ريجنت بارك بلندن. كان والده ويليام شيبتون براونينغ، مصنع خمور غني، ووالدته ماريانا مارغريت، ابنة قبطان بحري. كان الطفل الرابع، وتبعته ابنتان أخريان. وُلد أوسكار قبل الموعد المحدد للولادة، وكان الناجي الوحيد من التوائم، إذ توفي الأكبر منهما عند الولادة، ولم ينجُ أوسكار من نفس المصير إلا بفضل جهود ممرضة مجتهدة وعزيمتها.
انتقلت العائلة إلى ونزر في باركشير، إذ نشأ براونينغ في عدة منازل وفقًا لشهادته الخاصة. كان أحدها قريبًا من عمله الأدبي المسيرة الطويلة، إذ «تمر الملكة فيكتوريا أمام نوافذ منزلنا في في جولتها شبه اليومية». تعلم براونينغ في مدارس مختلفة ومن قِبل مدرسين خصوصيين. وبعد فشله في الحصول على قبول في مدرسة إيتون بصفة «تلميذ أدنى»، على عدة مناسبات وفقًا لشهادته الخاصة، أُرسل براونينغ في عام 1848 إلى العيش مع شقيقه الأكبر ويليام، الذي كان حينها راعيًا في كنيسة سانت ماري يإيفردون، بالقرب من دافنتري، للتحضير للامتحانات التي ستسمح له بالالتحاق بإيتون كطالب علم. اجتاز الامتحانات في صيف عام 1850، وبدأ دراسته في الشهر التالي بصفته «تلميذًا مقيمًا»، قبل بلوغه سن الرابعة عشر.

### أعماله
تتألف كتابات براونينغ من أعمال تاريخية، بشكل رئيسي من الأنواع الشعبية. كما كتب في المسائل التربوية، وأتم عدة سير ذاتية لأدباء، وأنجز مجموعتين من المذكرات.